# Sons of Denmark
Pour plus de détails, voir Fiche technique et Distribution.
Sons of Denmark (Danmarks sønner) est un film danois réalisé par Ulaa Salim, sorti en 2019.

## Synopsis
En 2025, à Copenhague, les tensions sont exacerbées par un attentat qui a eu l'année précédente. Zakaria, 19 ans, rejoint une cellule islamiste qui cherche à assassiner Martin Nordhal, le leader du parti nationaliste.

## Fiche technique
- Titre : Sons of Denmark
- Titre original : Danmarks sønner
- Réalisation : Ulaa Salim
- Scénario : Ulaa Salim
- Musique : Turkman Souljah
- Photographie : Eddie Klint
- Montage : Jenna Mangulad
- Production : Daniel Mühlendorph
- Société de production : Hyæne Film et New Danish Screen
- Pays de production :  Danemark
- Genre : Drame et thriller
- Durée : 123 minutes
- Dates de sortie : 
  - Danemark : 11 avril 2019
  - France : 12 mars 2020

## Distribution
- Zaki Youssef : Malik
- Mohammed Ismail Mohammed : Zakaria
- Rasmus Bjerg : Martin Nordahl
- Imad Abul-Foul : Hassan
- Olaf Johannessen : Jon Frederiksen
- Özlem Saglanmak : Mariam
- Morten Holst : Christian
- Stine Prætorius : Silje Nordahl

## Distinctions
Le film a été nommé pour quatre prix Bodil et a reçu le prix du talent pour le réalisateur pour Ulaa Salim. Il a également été nommé pour quatre prix Robert.